# سنای هلند
مجلس سنای پارلمان هلند  (به هلندی: Eerste Kamer der Staten-Generaal، مجلس اول)، مجلس سنا پارلمان دو مجلسی هلند است. ۷۵ عضو آن هر چهار سال یکبار به‌طور غیرمستقیم توسط مجالس محلی (شورای استان‌ها) انتخاب می‌شوند. مقر مجلس سنا در شهر لاهه واقع شده است.
از ۱۸۱۵ تا ۱۸۴۸ میلادی اعضای مجلس سنا توسط پادشاه انتخاب می‌شدند. اما از سال ۱۸۴۸ و با تغییری که در قانون اساسی صورت گرفت، انتخاب اعضا بر عهدهٔ شورای استان‌ها گذارده شد. برخلاف مجلس نمایندگان که جایگاه سیاسی مهم‌تری دارد، مجلس علیا نمی‌تواند در لوایح تغییری داده یا آن‌ها را اصلاح کند. وظیفهٔ این مجلس رد یا تصوب لایحه‌ها است.